# Litteraturåret 2004

## Händelser
- 1 juni – Sasebo, Nagasaki - Koushun Takamis Battle Royale blir föremål för kontrovers då ett 11-årigt fan till boken dödar sin klasskamrat, 12-årige Satomi Mitarai (Sasebomordet), på ett sätt som härmar en scen ur boken.[1][2]
- 18 november – Clintonbiblioteket öppnas i Little Rock i Arkansas, USA.[3]

## Priser och utmärkelser
- Nobelpriset – Elfriede Jelinek, Österrike[4]
- Augustpriset
  - Skönlitterär bok – Bengt Ohlsson för Gregorius (Albert Bonniers Förlag)
  - Fackbok – Sverker Sörlin för Europas idéhistoria 1492–1918; Världens ordning och Mörkret i människan (Natur & Kultur)
  - Barn- och ungdomsbok – Katarina Kieri för Dansar Elias? Nej! (Rabén & Sjögren)
- ABF:s litteratur- & konststipendium – Fredrik Ekelund
- Aftonbladets litteraturpris – Anna Hallberg
- Anders och Veronica Öhmans pris – Erik Wallrup
- Aniarapriset – Elisabeth Rynell
- Astrid Lindgren-priset – Pernilla Stalfelt
- Axel Hirschs pris – Bengt Jangfeldt och Kerstin Vinterhed
- Bellmanpriset – Gunnar D. Hansson
- BMF-plaketten – Helena Henschen för I skuggan av ett brott
- BMF-Barnboksplaketten – Frida Nilsson för Kråkans otroliga liftarsemester
- Borås Tidnings debutantpris – Jonas Hassen Khemiri för Ett öga rött
- Cikada-priset – Sô Sakon, japansk poet (1919–2006)
- Dan Andersson-priset – Nisse Munck
- De Nios Stora Pris – Torgny Lindgren
- De Nios Vinterpris – Heidi von Born, Magnus Hedlund och Carl-Johan Malmberg
- Disapriset – Peter Englund
- Doblougska priset – Ann Jäderlund och Björn Ranelid, Sverige samt Trude Marstein och Marit Tusvik, Norge
- Elsa Thulins översättarpris – Else Lundgren
- Emil-priset – Marit Törnqvist
- En bok för allas litterära humorpris – Bodil Malmsten för Mitt första liv
- Erik Lindegren-priset – Katarina Frostenson
- Eyvind Johnsonpriset – Lotta Lotass
- Franz Kafka-priset – Elfriede Jelinek
- Gerard Bonniers pris – Lennart Sjögren
- Gerard Bonniers essäpris – Peter Englund
- Gerard Bonniers lyrikpris – Ann Jäderlund
- Gleerups skönlitterära pris – Ingrid Elam
- Gleerups facklitterära pris – Gunnar Broberg
- Gun och Olof Engqvists stipendium – Curt Bladh
- Gustaf Fröding-sällskapets lyrikpris – Caj Lundgren
- Göteborgs-Postens litteraturpris – Lotta Lotass
- Göteborgs Stads författarstipendium – Johan Bergström, Jonas Magnusson och Annika Ruth Persson
- Hedenvind-plaketten – Ulla Ekh
- Ivar Lo-priset – Hans Lagerberg
- John Landquists pris – Göran Hägg
- Kallebergerstipendiet – Håkan Sandell
- Karin Boyes litterära pris – Johannes Anyuru
- Karl Vennbergs pris – Folke Isaksson
- Karlfeldt-priset – Margareta Jonth
- Katapultpriset – Alexandra Coelho Ahndoril för Stjärneborg
- Kellgrenpriset – Anders Bodegård
- Kungliga priset – Hans Henrik Brummer
- Lars Ahlin-stipendiet – Anita Salomonsson
- Litteraturklubbens stora litteraturpris – Marcus Birro för Landet utanför
- Lundequistska bokhandelns litteraturpris – Merete Mazzarella
- Moa-priset – Gerda Antti
- Neustadtpriset – Adam Zagajewski
- Nordiska rådets litteraturpris – Kari Hotakainen, Finland för romanen Juoksuhaudantie (Löpgravsvägen)
- Piratenpriset – Bodil Malmsten
- Radio Bremen Krimipreis – Åke Edwardson
- Samfundet De Nios Astrid Lindgren-pris – Barbro Lindgren
- Samfundet De Nios Särskilda pris – Jöran Mjöberg
- Schullströmska priset för barn- och ungdomslitteratur – Annika Thor
- Schückska priset – Birgitta Holm
- Signe Ekblad-Eldhs pris – Göran Palm
- Siripriset – Ola Larsmo för En glänta i skogen
- Stiftelsen Selma Lagerlöfs litteraturpris – Sigrid Combüchen
- Stig Sjödinpriset – Aino Trosell
- Stina Aronsons pris – Ulla-Lena Lundberg
- Svenska Akademiens nordiska pris – Guðbergur Bergsson, Island
- Svenska Akademiens tolkningspris – Klaus-Jürgen Liedtke
- Svenska Akademiens översättarpris – Staffan Holmgren
- Svenska Dagbladets litteraturpris – Birgitta Lillpers för Glömde väl inte ljusets element när du räknade
- Sveriges Essäfonds pris – Sara Stridsberg
- Sveriges Radios Romanpris – Christine Falkenland för Öde
- Sveriges Radios Novellpris – Torgny Lindgren för novellen Huset
- Sveriges Radios Lyrikpris – Gunnar Harding
- Tegnérpriset – Ingrid Elam
- Tidningen Vi:s litteraturpris – Katarina Kieri
- Tollanderska priset – Carl Jacob Gardberg
- Tranströmerpriset – Inger Christensen (Danmark)
- Tucholskypriset – Yvonne Vera, Zimbabwe
- Wahlström & Widstrands litteraturpris – Johanna Nilsson
- Årets bok-Månadens boks litterära pris – Majgull Axelsson
- Årets väckarklocka – Elsie Johansson
- Övralidspriset –  Gunnar Eriksson

## Nya böcker

### A – G
- Allt är guld, Sune av Anders Jacobsson och Sören Olsson[5]
- A Time to..., bokserie av flera författare
- Begynnelser : en barndom i tjugotvå dikter, poesi av Håkan Sandell
- Bela Bartok mot tredje riket av Kjell Espmark
- Club Karaoke av Björn Hellberg
- Da Vinci-koden av Dan Brown
- De dödas stad av Robert Jordan
- Den stora gåtan av Tomas Tranströmer
- Där med längtan spilld ut i larmet av Arne Johnsson
- Drömmar ur snö av Anna Jansson
- Dödsmässa av Arne Dahl
- Efter mörkrets inbrott av Haruki Murakami
- Emilias jul av Anna Dunér
- En glänta i skogen av Ola Larsmo
- En lek med eld – Playing With Fire av Peter Robinson
- En tid för allt av Karl Ove Knausgård
- Fra smørhullet (Svensk översättning 2006, Mettes värld) av Kirsten Hammann
- Fylgja av Lars Andersson
- Glömde väl inte ljusets element när du räknade av Birgitta Lillpers
- Gregorius av Bengt Ohlsson[6]
- Gömt byte – Ten Big Ones av Janet Evanovich

### H – N
- Hembiträdet av Marie Hermanson
- I kloka kvinnors sällskap av Célestine Vaite
- Interkulturell pedagogik i teori och praktik av Pirjo Lahdenperä
- I skuggan av ett brott av Helena Henschen[6]
- Karkas av Katarina Frostenson
- Konspirationen mot Amerika av Philip Roth
- Kvinnor på gränsen till genombrott av Ulrika Knutson
- Låt den rätte komma in av John Ajvide Lindqvist[6]
- Med andras ord, och egna, citatsamling av Lars Gyllensten
- Mitt första liv av Bodil Malmsten
- Mostrarna och andra dikter av Agneta Pleijel

### O – U
- Odjuret av Roslund & Hellström
- Ostindiefararen: en historisk Homan-deckare av Jan Mårtenson
- Paria av Björn Hellberg
- Pinos sommarbok av Eva Pils, Agneta Norelid och Kenneth Anderson
- Pinos vinterbok av Eva Pils, Agneta Norelid och Kenneth Anderson
- Pippi Långstrump på Kurrekurreduttön av Astrid Lindgren (postumt)[7]
- Pojken som inte ljög av Björn Hellberg
- Popvänstern av Erik Zsiga
- Puman av Laura Trenter
- Ro utan åror av Ulla-Carin Lindquist
- Saga från Valhalla av Johanne Hildebrandt
- Stalin – den röde tsaren och hans hov av Simon Sebag Montefiore
- Såsom i en översättning av Käbi Laretei
- Ta betalt! av Moa Elf Karlén och Johanna Palmström
- Tjuvarnas marknad av Jan Guillou
- Två - Scener ur ett konstnärsäktenskap av Märta Tikkanen
- Tvåsamhet av Johanna Holmström

### V – Ö
- Vingklippt ängel av Berny Pålsson
- Vägen till Gondwana av Lars Andersson

## Avlidna
- 29 januari – Janet Frame, 79, nyzeeländsk författare.
- 9 mars – Albert Mol, 87, nederländsk författare, skådespelare och TV-profil.[8]
- 25 maj – Eva Norberg, 88, svensk författare och översättare.
- 17 juni – Sara Lidman, 80, svensk författare.
- 12 juli – Gunnar Brusewitz, 79, svensk konstnär och författare.
- 13 augusti – Humayun Azad, 57, bangladeshisk författare.
- 14 augusti – Czesław Miłosz, 93, polsk-litauisk-amerikansk författare, nobelpristagare 1980.
- 24 september – Françoise Sagan, 69, fransk författare.
- 9 november – Stieg Larsson, 50, svensk journalist och författare, chefredaktör för Expo och en av stiftelsens grundare.
- 13 november – Harry Lampert, 88, amerikansk serietecknare och författare.
- 24 november – Larry Brown, 53, amerikansk författare.
- 24 november – Arthur Hailey, 84, brittisk-kanadensisk-bahamansk författare.
- 1 december – Dorothy Sterling, 95, barn-faktaboksförfattare[9]
- 15 december –  Anne-Catharina Vestly, 88, norsk barnboksförfattarinna[10]
- 28 december – Susan Sontag, 71, amerikansk författare.

### Fotnoter
1. ↑  http://mdn.mainichi.co.jp/news/archive/200406/05/20040605p2a00m0dm003001c.html Arkiverad 4 april 2006 hämtat från the Wayback Machine.
2. ↑  http://mdn.mainichi.co.jp/features/0412/27sasebo.html Arkiverad 4 oktober 2007 hämtat från the Wayback Machine.
3. ↑   När Var Hur 2006. DN
4. ↑  ”Nobelpriset i litteratur”. https://www.nobelprize.org/prizes/lists/all-nobel-prizes-in-literature/. Läst 20 mars 2011.
5. ↑  Sune Arkiverad 26 oktober 2011 hämtat från the Wayback Machine.
6. 1 2 3  Gradvall, Nordström, Nordström, Rabe, Jan, Björn, Ulf, Anina. Tusen svenska klassiker. Norstedts Förlagsgrup. Läst 12
7. ↑  ”Astrid Lindgren”. http://www.astridlindgren.se/verken/bocker/bilderbocker. Läst 21 mars 2011.
8. ↑  ”Albert Mol overleden” (på nederländska). Radio NL. 9 mars 2004. http://radio.nl/13105/albert-mol-overleden. Läst 28 juli 2018.
9. ↑  
Staino, Rocco (5 januari 2009). ”In Memoriam: Children's Authors and Illustrators Who Died in 2008”. School Library Journal. Arkiverad från originalet den 17 februari 2012. https://web.archive.org/web/20120217004921/http://www.schoollibraryjournal.com/article/CA6626055.html?industryid=47074. Läst 6 januari 2009.
10. ↑  Hedeman, Anders (15 december 2008). ”Anne-Cath. Vestly er død” (på norska). Aftenposten. Arkiverad från originalet den 19 december 2008. https://web.archive.org/web/20081219234330/http://www.aftenposten.no/nyheter/iriks/article2824292.ece. Läst 15 december 2008.